# Генріх Ашенбреннер
Генріх Ашенбреннер (нім. Heinrich Aschenbrenner; 8 липня 1895, Рінтельн — 11 грудня 1960, Білефельд) — німецький офіцер, генерал-лейтенант люфтваффе (1 серпня 1944). Кавалер Німецького хреста в сріблі.

## Біографія
31 серпня 1914 року призваний на службу в 164-й піхотний полк. Після закінчення льотних курсів у 1918/19 роках служив у 2-й бойовій ескадрі. Після демобілізації армії залишений у рейхсвері, командир взводу. З 1 жовтня 1921 року служив у 1-му батальйоні зв'язку. 30 вересня 1926 року офіційно звільнений з армії і відряджений інструктором у секретну авіашколу в Липецьку. Після повернення додому 1 жовтня 1929 року знову зарахований на дійсну службу. 1 жовтня 1933 року перейшов у люфтваффе інструктором льотних курсів в Брауншвейзі, одночасно очолив групу технічного розвитку Технічного управління Імперського міністерства авіації. З 1 жовтня 1935 року — командир інструкторського батальйону авіаційного училища зв'язку в Галле, з 1 березня 1937 року — командир інструкторського батальйону (з 1 квітня 1938 року — полку) зв'язку люфтваффе в Кетені.
З 1 вересня 1939 року — начальник служби зв'язку 8-го управління ППО. З 1 жовтня 1939 року — військово-повітряний аташе в німецькому посольстві у Москві. Після початку німецько-радянської війни покинув СРСР. З 29 червня 1941 року — командувач частинами зв'язку 2-ї авіаційної області. З 1 жовтня 1942 по 10 квітня 1945 року — вищий командир частин зв'язку при головнокомандувачі люфтваффе, одночасно в жовтні-грудні 1943 року — начальник служби зв'язку 5-го повітряного флоту. З 28 червня 1944 року — інспектор східних добровольчих формувань, брав участь у створенні ВПС КОНР і здійснював контроль над ними. 8 травня 1945 року взятий у полон англо-американськими військами. В березні 1948 році звільнений.

## Нагороди
- Залізний хрест 2-го і 1-го класу
- Нагрудний знак пілота-спостерігача (Пруссія)
- Нагрудний знак «За поранення» в чорному
- Почесний хрест ветерана війни з мечами
- Медаль «За вислугу років у Вермахті» 4-го, 3-го і 2-го класу (18 років)
- Застібка до Залізного хреста 2-го і 1-го класу
- Хрест Воєнних заслуг 2-го і 1-го класу з мечами
- Німецький хрест в сріблі (21 вересня 1942)